# 城干駅
城干駅（ソンガンえき、朝鮮語: 성간역）は朝鮮民主主義人民共和国慈江道城干郡にある駅で、満浦線に属する。 

## 隣の駅
満浦線
中城干駅 - 城干駅 - 新清駅